# Isca, Alba
Isca este un sat în comuna Meteș din județul Alba, Transilvania, România. La recensământul din 2002 avea o populație de 18 locuitori.